# Eric Burks
Eric Burks (* 22. Februar 1972 in Atlanta, Georgia) ist ein ehemaliger US-amerikanisch-britischer Basketballspieler. Nach dem Studium spielte Burks als Profi zunächst in der British Basketball League (BBL), wo er 1998 als „Most Valuable Player“ (MVP) ausgezeichnet wurde. Später bekam Burks die britische Staatsbürgerschaft und er versuchte auch als Profi auf dem europäischen Festland Fuß zu fassen. Nachdem ihm dies nicht gelungen war, kehrte er in sein Heimatland zurück. 2005 war er noch kurzzeitig für eine professionelle mexikanische Mannschaft aktiv.

## Karriere
Burks begann ein Studium an der Clemson University in South Carolina, welches an seinen heimatlichen Bundesstaat Georgia angrenzt. Von 1990 bis 1992 spielte er für die Hochschulmannschaft Tigers in der Atlantic Coast Conference (ACC) der NCAA, zunächst in seiner ersten Saison als Freshman in der Startformation, aus der er dann in seiner zweiten Collegespielzeit als Sophomore verdrängt wurde. Anschließend wechselte Burks die Universität und ging an die Charleston Southern University im gleichen US-Bundesstaat, deren Hochschulmannschaft Buccaneers in der gegenüber der ACC im Basketball ungleich schwächeren Big South Conference spielt. Nachdem Burks gemäß den Regularien der NCAA nach seinem Hochschulwechsel ein Jahr von Meisterschaftsspielen ausgesetzt hatte, konnte er mit den Buccaneers 1995 in der abschließenden Saison seiner Collegekarriere das Big South-Meisterschaftsturnier gewinnen, wobei er selbst zum Most Valuable Player (MVP) des Finalturniers gewählt wurde. Dies reichte weder für die Buccaneers zu einer Teilnahme an der landesweiten NCAA-Endrunde noch für Burks als einer Empfehlung für den NBA-Draft. Burks wurde 2006 in die „Athletic Hall of Fame“ (deutsch Ruhmeshalle des Sports) seiner Hochschule aufgenommen.
Nach dem Abschluss seines Studiums 1996 wurde Burks Profi in der British Basketball League (BBL), wo er von den Leopards aus London unter Vertrag genommen wurde. Diese Mannschaft lieferte sich erbitterte Duelle mit dem Lokalrivalen London Towers, wobei sich im Halbfinale des Pokalwettbewerbs „National Cup“ die Leopards durchsetzten und am Ende den Titel gewannen, während im Viertelfinale des Ligapokals BBL Trophy die Towers die Oberhand hatten und den Wettbewerb gewinnen konnten. Die Leopards zogen als Hauptrundenerster mit Burks’ Landsmann und Mannschaftskameraden John White als MVP der Spielzeit in die Play-offs ein, in denen man im Finale knapp mit einem Punkt Unterschied dem Hauptrundenzweiten Towers unterlegen war. In der folgenden Saison ging man erneut als Hauptrundenerster mit Burks als MVP in die Play-offs, in denen man jedoch in der ersten Runde nach dem Auftaktsieg bei den Manchester Giants die folgenden beiden Heimspiele verlor. In der Sommerpause versuchte sich Burks beim NBA-Klub Miami Heat in den Kader zu spielen und kehrte, nachdem dieser Versuch gescheitert war, trotz Angeboten aus lukrativeren europäischen Ligen zu den Leopards zurück. In der Saison 1998/99 erreichte man jedoch als Achter der Hauptrunde gerade so eben die Play-offs der BBL, in denen man in der ersten Runde ausschied. Anschließend verließ Burks’ Trainer, Agent und Mentor Billy Mims die Leopards.
Burks wechselte 1999 innerhalb der BBL zu den Lions aus Milton Keynes, die wie die Leopards ein Jahr zuvor gerade so eben die Play-offs erreichten und in der ersten Runde ausschieden. Anschließend spielte er für die London Towers, die auch international in der neu eingeführten EuroLeague 2000/01 vertreten waren, wo sie mit einem Sieg in zehn Spielen dank des besseren direkten Vergleichs gegenüber den Opel Skyliners den letzten Tabellenplatz in der Vorrunde vermeiden konnten. In den Play-offs der Meisterschaft schied man im Halbfinale aus. In der Saison 2001/02 spielte Burks für die Thames Valley Tigers aus Guildford, die jedoch am Ende die viertschlechteste Bilanz aller Mannschaften aufwiesen und die Play-offs verpassten. Zum Ende der Spielzeit wechselte er zu SLUC aus Nancy in der französischen LNB Pro A, die kurz zuvor die letzte Austragung des europäischen Vereinswettbewerbs Korać-Cup gewonnen hatten. In vier Einsätzen für den Hauptrundenachten der französischen Liga konnte Burks jedoch nicht deren Erstrundenaus in den Play-offs um die französische Meisterschaft gegen Titelverteidiger EB Pau-Orthez verhindern. In der Saison 2002/03 bekam Burks zunächst einen Vertrag bei Edimes aus Pavia in der zweiten italienischen Liga Legadue. Ende November wurde der Vertrag und Burks kehrte zu Billy Mims in die BBL zurück, der die Riders aus Leicester trainierte. Mims hatte zwei Jahre zuvor mit den Riders 2001 noch die Play-offs der BBL gewonnen. In der Spielzeit 2002/03 lagen die Riders abgeschlagen am Tabellenende und sollten am Ende der Spielzeit nur drei von 40 Spielen gewinnen. Burks machte noch sechs Spiele für die Riders, bevor ihn der italienische Zweitligist Anfang Januar 2003 erneut unter Vertrag nahm. Pavia erreichte mit ausgeglichener Punktbilanz als Sechster die Play-offs um den Aufstieg, in denen man in der ersten Runde dem späteren Aufsteiger Pallacanestro Messina unterlag. Anschließend war Burks nur noch 2005 bei einer mexikanischen Mannschaft aus Guamúchil aktiv.